# Urdoviza Glacier
Urdoviza Glacier är en glaciär i Antarktis. Den ligger i Sydshetlandsöarna. Argentina, Chile och Storbritannien gör anspråk på området. Urdoviza Glacier ligger 98 meter över havet.
Terrängen runt Urdoviza Glacier är huvudsakligen kuperad, men norrut är den platt. Havet är nära Urdoviza Glacier åt nordost. Trakten är obefolkad. Det finns inga samhällen i närheten. 